# Миранда, Эрнесто
Эрнесто Артуро Миранда (исп. Ernesto Arturo Miranda; 9 марта 1941, Меса, Аризона — 31 января 1976, Финикс, Аризона) — американский преступник латиноамериканского происхождения, судебное дело против которого привело к возникновению новой юридической нормы, известной как Правило Миранды.

## Ранние годы
Родился в городе Меса (штат Аризона) 9 марта 1941 года. Отношения с семьёй были сложными. Проблемы с законом у него начались ещё когда он учился в школе. Первый приговор получил в восьмом классе, в девятом был приговорён к году в специальной школе за кражу со взломом. Через месяц после освобождения из спецшколы он попал в неё снова по приговору суда.
После освобождения перебрался в Лос-Анджелес, где был арестован по подозрению в вооружённом ограблении. Подозрение не подтвердилось, но на свободу Миранда вышел только через два с половиной года — на его счету оказалось несколько незначительных сексуальных преступлений.
Снова выйдя на свободу, Миранда решил попробовать себя на военной службе. За время службы неоднократно получал взыскания за самовольное отлучение из части.
Будучи с позором выгнан из армии, Миранда обосновался в Финиксе, перед этим около полутора лет проведя в южных штатах, преимущественно в тюрьмах.

## Арест и признание
В Финиксе Миранда неоднократно грабил и насиловал женщин. Он был взят на заметку полицией и, в итоге, арестован — одна из жертв запомнила вид и номер его автомобиля. Сначала его отвели на опознание, затем объявили ему, что жертва его узнала, и предложили ему признаться. Через два часа Миранда сознался и согласился пройти голосовое опознание.
После всех процедур Миранда подписал признание на нескольких листах. Его ничуть не смущали слова, напечатанные вверху каждого листа с признанием, гласившие «признание сделано по моему желанию, без какого-либо давления, угроз, обещаний неприкосновенности, со знанием своих прав и пониманием того, что оно может и будет использовано против меня». Дело было передано в окружной суд Марикопы. Суд состоялся в середине июля 1963 года. На стороне обвиняемого выступал 73-летний адвокат Элвин Мур.
Миранда был осуждён. Адвокат Миранды подал апелляцию в Верховный суд штата Аризона. Верховный суд Аризоны не нашёл нарушений и подтвердил ранее принятое решение. И только последующая апелляция в Верховный суд США привела к пересмотру дела, так как адвокат обратил внимание судей на то, что при задержании его подзащитному не были должным образом зачитаны его права. С этих пор появилось «Правило Миранды» — обязательное разъяснение подследственному его прав перед допросом.
Дело Миранды было пересмотрено без использования его собственных признаний. Благодаря наличию других доказательств, в том числе и свидетельских показаний, он был приговорён к тюремному заключению сроком от 20 до 30 лет. В 1972 году был условно-досрочно освобождён. Зарабатывал автографами на табличках с текстом предупреждения. Был убит во время драки в баре четыре года спустя.